# Брачано (Форли-Чезена)
Брачано је насеље у Италији у округу Форли-Чезена, региону Емилија-Ромања.
Према процени из 2011. у насељу је живело 64 становника. Насеље се налази на надморској висини од 154 м.